# Sergei Raimondowitsch Treil
Sergei Raimondowitsch Treil, russisch Сергей Раймондович Треиль (* etwa 1958) ist ein russischer Mathematiker, der sich mit Analysis befasst.
Treil studierte an der Staatlichen Universität Leningrad mit dem Diplom 1982 und der Promotion 1985 bei Nikolai Kapitonowitsch Nikolski (Geometrische Aspekte der Theorie der Hankel- und Toeplitz-Operatoren, Russisch). Als Post-Doktorand war er 1986 bis 1989 am Ableger des Moskauer Luftfahrt-Instituts in Baikonur und danach am Labor für theoretische Kybernetik in Leningrad tätig. 1991 war er zunächst Gastprofessor, ab 1992 Assistant Professor, ab 1994 Associate Professor und ab 1998 Professor an der Michigan State University (als Kollege von Fedor Nazarov, der ebenfalls den Salem-Preis gewann). 2000 wurde er Professor an der Brown University.
Er befasst sich mit Problemen im Schnittpunkt von harmonischer Analysis, komplexer Analysis und Operatortheorie (besonders Hankel- und Toeplitzoperatoren), vielfach mit Ursprung in Anwendungen wie der Kontrolltheorie und Signalverarbeitung.
1998 war er Gastprofessor am Massachusetts Institute of Technology. 1990 war er Gastwissenschaftler am Mittag-Leffler-Institut.
1993 erhielt er den Salem-Preis.